# Sobarocephala wirthi
Sobarocephala wirthi är en tvåvingeart som beskrevs av Lonsdale och Marshall 2007. Sobarocephala wirthi ingår i släktet Sobarocephala och familjen träflugor. Inga underarter finns listade i Catalogue of Life.